# 누트 건레이
누트 건레이(영어: Nute Gunray)는 무역연합 총독이다. 은하 공화국에 연합의 대표 의원들을 파견할 정도로 영향력 있는 자였으나 틈만 나면 각종 비리를 저지르는 등의 악행을 벌이는 매우 간사한 악인이었다. 에피소드 1에서는 강력한 드로이드 군대와 무역연합의 유일한 총독직을 하사하겠다는 다스 시디어스의 제안을 받아들이고 (사실 시디어스는 이때부터 서서히 그를 조종하고 있었다.) 그와 함께 손잡은 후 무역연합  나부 행성 침공 사태를 일으키지만 나부 왕실의 군대와 건간족 군대의 방어로 패하고 본인도 재판에 회부된다. 그러나 그는 여러번에 걸친 재판에서 무죄 판결을 받았고 계속 총독직을 유지해간다. 에피소드 2에서는 다스 티라누스의 제안을 받아들여서 분리주의 연합 (CIS)편에 섰으며 지오노시스 행성의 B-1배틀 드로이드 제조 공장에 침투했다가 장고 펫에게 체포된 아나킨과 파드메 아미달라를 처형해야 한다고 두쿠를 재촉하였으나 실패했고 이후 벌어진 지오노시스 전투에서 연합이 패하며 행성을 탈출했다. 에피소드 3에서 그는 클론 전쟁이 점점 CIS의 패배로 기울어가고 기나긴 전쟁의 황폐함에 종전과 평화만을 학수고대하고 있었다.(심지어 전쟁 발발 이전에 그토록 원했던 무역연합 유일 총독직도 눈에 들어오지 않았다.) 그는 시디어스의 명령을 받은 뒤 무스타파 행성으로 다른 분리주의자들과 같이 피신했다. 그러나 이것은 사실 시디어스의 함정으로 이후 시스가 된 아나킨이 무스타파에 있는 모든 분리주의파 잔당을 제거할 때 같이 죽었다.(그는 자신의 동맹인 줄로만 알았언 시디어스가 자신을 조종하고 있었다는 사실조차 모른 채 아나킨에게 목숨을 구걸하다 사망한다.)